# Robert Knox (marin)
Pour les articles homonymes, voir Robert Knox.
 (septembre 2024).
Robert Knox, né le 8 février 1641 à Londres et mort le 19 juin 1720 dans la même ville, est un voyageur et auteur anglais, probablement d'origine écossaise, qui nous a laissé une relation de voyage — An Historical Relation of the Island Ceylon, in the East Indies : with an Account of the Detaining in Captivity the Author and Divers Other Englishmen now living there, and of the Author's Miraculous Escape, publié à Londres en 1681 — sur l'île de Ceylan dont il fait le premier compte-rendu détaillé concernant l'histoire naturelle, la religion, la langue, la vie sociale et les coutumes. L'auteur y narre aussi état sa capture, son emprisonnement et son évasion de l'île après dix-neuf ans de captivité. 

## Biographie

### Enfance
Il était probablement d'origine écossaise, bien qu'il soit né en Angleterre. Son père était lui-même marin et capitaine de navire. Le jeune Robert n'a guère fréquenté l'école, puisqu'il s'enrôla sur un bateau à l'âge de quatorze ans. D'ailleurs, il écrit à propos de son éducation : « Au temps de mon enfance, je suivais surtout les leçons de ma mère, mon père étant généralement en mer... C'était une femme d'une piété extraordinaire : Dieu était dans toutes ses pensées, comme elle le montrait à nous ses enfants par ses discours et ses exhortations pieuses à apprendre la connaissance divine et à l'aimer, le craindre et le servir dans notre jeunesse. » Et de son instruction, il dit : « lorsque je fus assez grand, j'ai été envoyé dans un internat à Roehampton, chez le Dr James Fleetwood (mon père habitait alors Wimbledon dans le Surrey) depuis devenu évêque de Worcester. »

### Prisonnier à Ceylan
Knox prend la mer pour une mission commerciale à destination de la côte de Coromandel, le 21 janvier 1657 à bord du vaisseau Anne de la Compagnie anglaise des Indes orientales (CAIO) dont son père est le capitaine. Alors que le navire est en train de charger les marchandises pour le retour en Angleterre, le 19 novembre 1659, une tempête endommage gravement voiles et mâts. Le représentant de la Compagnie anglaise des Indes orientales à Madras leur ordonne de faire voile vers Trincomalé à Ceylan après avoir pris à leur bord un chargement de tissus, et de le vendre tout en faisant entreprendre des réparations.
Râjasimha II qui dirige l'île à cette époque et dont le long règne dura de 1629 à 1687, a appris à se méfier des étrangers ; il avait déjà eu des rapports, parfois conflictuels, avec des Portugais, des Hollandais, des Français et des Danois. Il envoie donc un groupe pour accueillir les Anglais avec des cadeaux et les faire descendre à terre. Aussitôt débarqués, seize Anglais, dont Knox et son père, sont faits prisonniers, mais ils parviennent à avertir du danger le reste de l'équipage et à leur ordonner de partir pour Porto-Novo faire un rapport au représentant de la CAIO.
Le père de Knox est emporté par malaria le 9 février 1661, à Bandara Koswatte. Knox vit ensuite de 1664 à 1666, dans le village de Handpanadara — aujourd'hui Deyaladha Amuna Pattuwa — au sud-ouest de Kegalle — aujourd'hui Etiriyagala. Puis il réside de 1667 à 1670 à Legundeniya dans l'actuel district de Kandy, à une dizaine de kilomètres de Gampola, et enfin à Eladetta, au sud de Kandy. La vie s'organise en captivité, certains marins fabriquent des objets en tricot, distillent de l'alcool, d'autres se mettent au service du roi, ce que Knox refusera toujours. Jamais il ne cesse de penser à son évasion. 

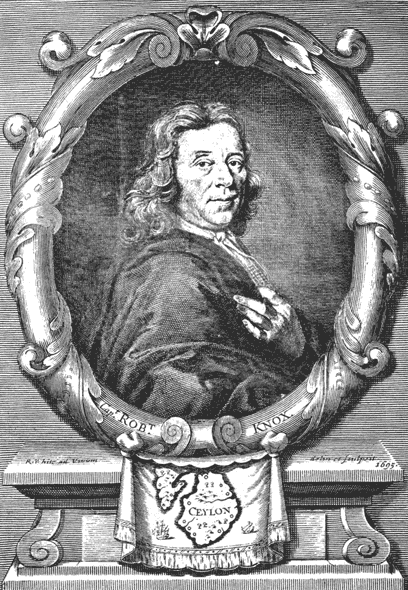
Robert Knox. Frontispice de An Historical Relation of the Island Ceylon, 1681.

Bientôt il achète un terrain à Eladetta, où il va ainsi mener durant une vingtaine d'années la vie d'un villageois cinghalais du royaume de Kandy. Il se construit une modeste maison et cultive son jardin, élève poulets, chèvres et porcs, mange de la nourriture du pays. Un jour, il échange une bible qu'un vieil homme possède contre un chapeau tricoté. Il note quelques proverbes comme : « un mendiant et un commerçant ne sont jamais perdus car ils connaissent toutes les routes » ou « Celui à qui tu prêtes devient ton ennemi ». Il refuse d'épouser une femme cinghalaise, contrairement à ce que feront nombre de ses compagnons, et finalement il reste un des seuls célibataires, avec un de ses compagnons, Stephen Ruthland.

### Retour en Angleterre
Après dix-neuf ans, six mois et sept jours de captivité, Knox et Ruthland s'échappent enfin. Ils comptent entrer par la route du nord en pays tamoul (les Tamouls contrôlent alors le nord de l'île), ou en zone hollandaise. Ils passent par l'ancienne Anurâdhapura, abandonnée à l'époque, rencontrent des tamouls qui ignorent la langue singhalaise et vivent indépendamment des singhalais du sud. Suivant les rives du fleuve Malwathu Oya (en), en territoire hollandais, ils atteignent le 16 octobre 1679 le fort hollandais d'Arpu. De là, ils embarquent sur un navire à destination de l'Angleterre, via Batavia, et arrivent à Londres en septembre 1680.

#### Rédaction de laRelation  ou Voyage de l'Isle de Ceylan
Durant son voyage de retour, Knox commence à rédiger ses mémoires, et son ami Robert Hooke le persuade de les publier sous forme de livre, ce qui sera fait en 1681, sous le tire An historical relation of the island Ceylon, in the East Indies. Le succès est immédiat, et  les traductions suivent rapidement, en néerlandais, allemand et français (sous le titre Relation ou Voyage de l'Isle de Ceylan, dans les Indes Orientales (en), 1693). 

#### Reprise du service
Knox réintègre le service auprès de la CAIO qui lui confie le commandement d'un bateau, le « Tonqeen Merchant », avec lequel il effectue un voyage de commerce, en mai 1681, au Viêt Nam et à Java. Knox entreprend encore cinq autres voyages, rapportant parfois des spécimens pour Robert Hooke dont il est devenu un ami proche. 
À noter que Knox est le premier Occidental à faire référence à une espèce de chanvre du monde indien, le cannabis sativa, qui fait « perdre l'entendement et la mémoire ». Il donnera des graines à Hooke qui en fera la culture et l'utilisera bientôt pour lutter contre ses migraines. Les deux hommes en fumeront dans les coffee-houses à la mode avec son ami, ce qui constitue probablement la première consommation en public de cannabis en Europe.
Knox meurt à Londres le 19 juin 1720, toujours célibataire.

## LaHistorical Relation

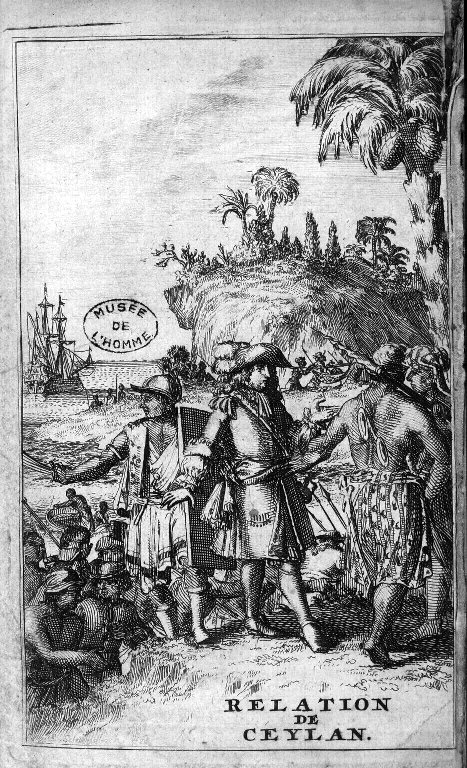
Frontispice de la traduction en français (1693), Relation de Ceylan : Knox débarque sur l'île.

Knox souhaite être exact et précis dans sa description de l'île et de ses habitants, décrivant ce dont il a été personnellement témoin ou ce qui était de notoriété publique et n'hésitant pas à reconnaître son ignorance lorsque c'était le cas. Au cours des dix-neuf ans de son séjour sur l'île de Ceylan, il avait appris à parler la langue couramment et fait une observation soigneuse des us et coutumes, des lois et de la religion des cinghalais. Il semble avoir eu de bons rapports avec le peuple, mais fait cependant la distinction entre les gens des plaines, dont il donne une description avantageuse et les montagnards qu'il ne semble pas avoir apprécié. 
Il parle aussi des Veddas, les aborigènes australoïdes qui sont les habitants premiers de l'île (aujourd'hui en voie d'extinction), et qui vivent dans la jungle. Il décrit en particulier leur manière de communiquer avec les autres habitants de l'île dont ils sont tributaires pour l'obtention de certains objets. Lorsque cela leur est nécessaire, ceux-ci, qui ne maîtrisent pas la métallurgie, sortent de la jungle et font une offrande de viande séchée à la porte d'un forgeron de village, offrande qu'il accompagne d'une feuille figurant la forme de la pointe de flèche qu'ils désirent. Si le forgeron s'exécute, il lui rapporte plus de viande comme paiement, faisant l'échange aussi discrètement, mais s'il refuse, il s'expose à des représailles. Certains, cependant, se refusent à tout contact.
Knox donne une description précise de la flore, de la faune, des produits naturels et de l'agriculture de l'île. Ce dernier point est particulièrement détaillé, et Knox fait ainsi une bonne observation de la riziculture, décrit les différentes espèces de riz, la préparation de la terre, l'inondation des champs, la moisson, le battage et la consommation de la récolte. Il décrit aussi les différents arbres, fruits, herbes et légumes, ainsi que leur mode de préparation tant comme nourriture que comme médication. Il fait de même avec la faune de l'île, et, très impressionné par les éléphants, décrit leurs régime et habitudes, la façon dont les éléphants sauvages sont capturés et les utilisations qui en sont faites sans oublier leur rôle de bourreau.

### Éléments d'analyse
Selon le bouddhologue Richard Gombrich, l'ouvrage de Knox est le premier écrit en anglais sur Ceylan, et à ses yeux « c'est peut-être encore le meilleur [livre] et certainement le plus divertissant » que l'on peut lire sur l'île. Jacques Tual note : « à la fois récit de voyages et étude anthropologique, l’œuvre de Knox présente, dans le détail, un monde exotique, en passe d’être conquis par les pouvoirs coloniaux européens… » Il est une sorte de proto-ethnographe, et on considère volontiers aujourd'hui qu'il a donné une sorte d'étude sur le terrain avant la lettre.
En ce qui concerne la captivité elle-même, Knox et ses compagnons ne furent pas les seuls à connaître ce sort: le roi de Kandy a retenu prisonniers nombre d'Européens durant de nombreuses années, non pas pour les utiliser à des fins pécuniaires ou politiques puisqu'il n'y a ni demande de rançon, ni négociation de traité, mais plutôt pour des raisons de curiosité.

## Galerie

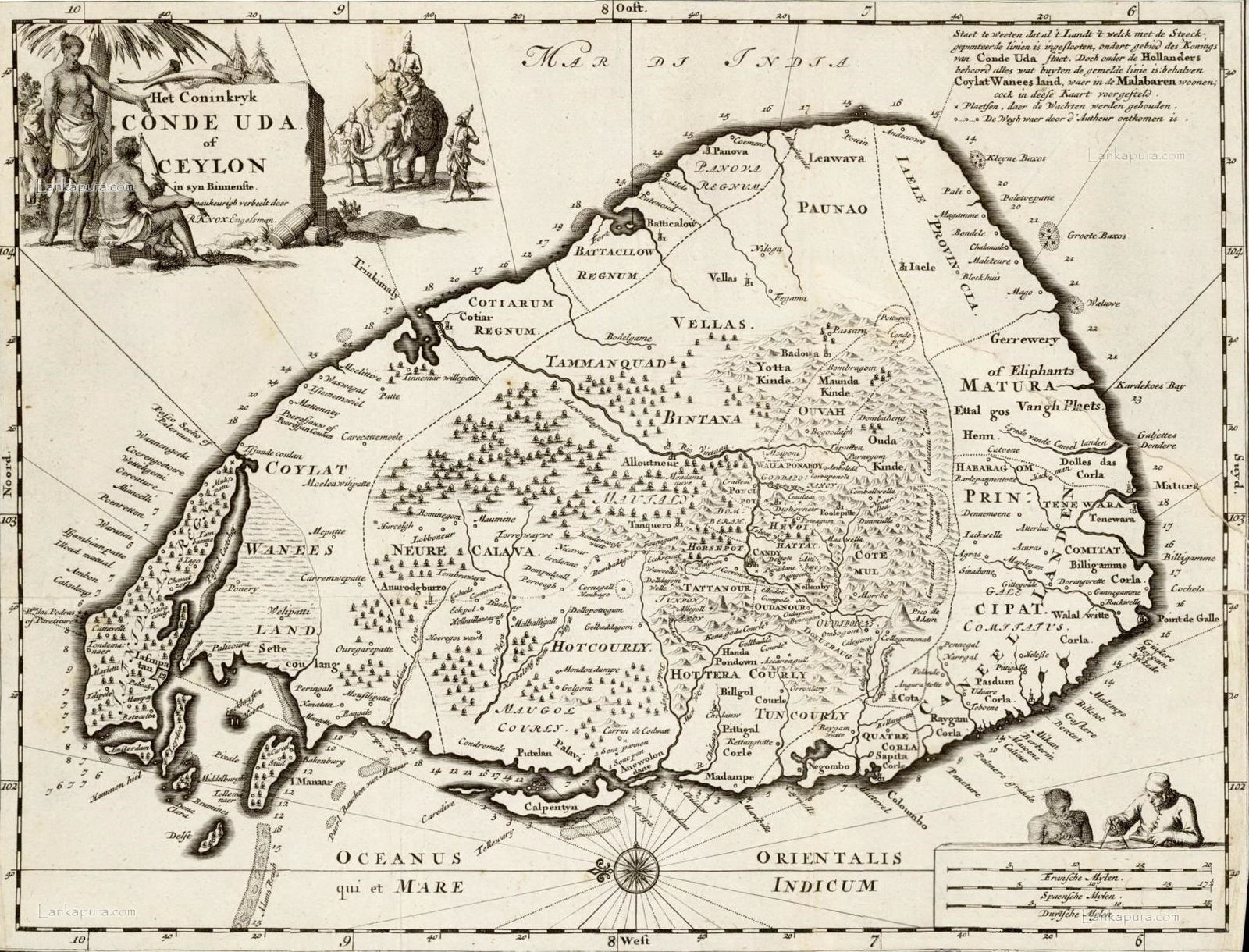
Carte de Ceylan dessinée par R. Knox en 1681 (le nord est à gauche). Gravure de Wilhem Broedelet, dans une édition de 1692.
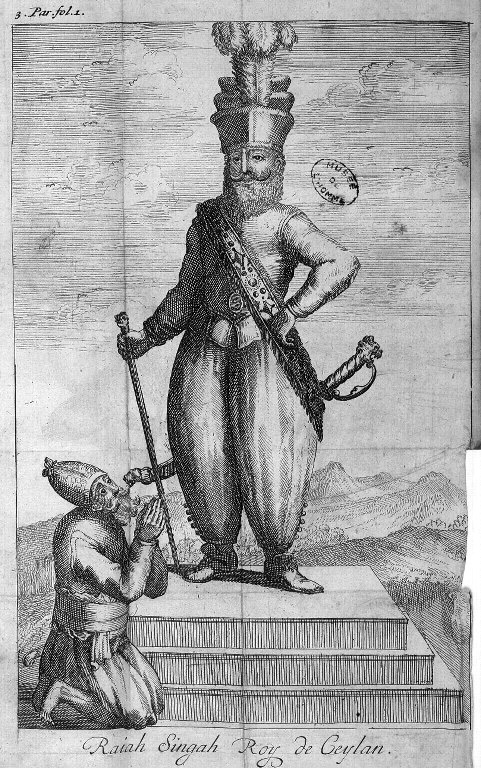
Râjasimha II ou Raiah Singah, Roy de Ceylan. Gravure tirée de la Relation de Ceylan, 1693.
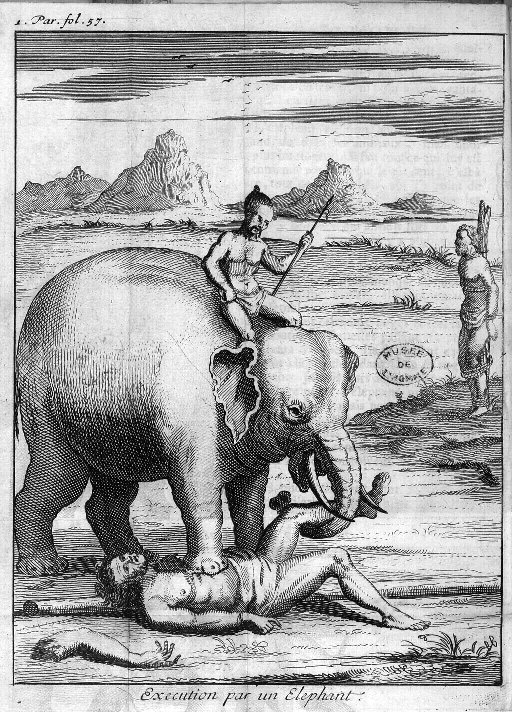
Exécution par un éléphant. Gravure de l'édition en français de 1693.
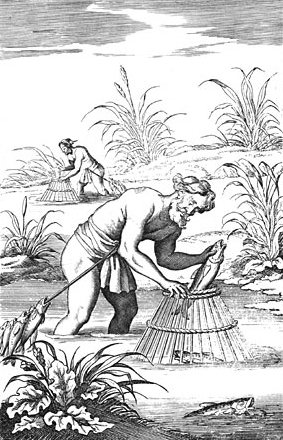
Scène de pêche. Édition de 1681.
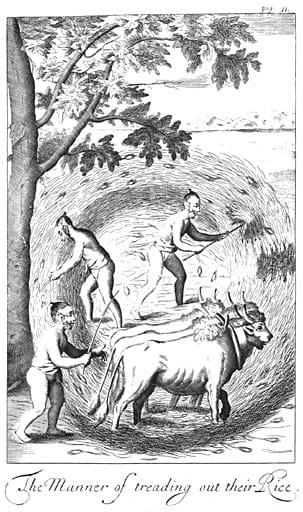
Le cycle agricole d'un agriculteur govigama. Illustration d'une édition de 1720.

#### Traductions en français
- Relation ou Voyage de l'Isle de Ceylan, dans les Indes Orientales, Amsterdam, chez Paul Marret, 2 vol., 1683. [Lire en ligne le tome 1 (page consultée le 17 septembre 2024)] — [Lire en ligne le tome 2 (page consultée le 17 septembre 2024)]
- Relation de l'île de Ceylan  (trad. française révisée et introduite par Éric Meyer), Paris, Maspero, coll. « La Découverte », 1983, 289 p. (ISBN 978-2-707-11388-7)

#### Études
- (en) Katherine Frank, Crusoe : Daniel Defoe, Robert Knox and the Creation of a Myth,, Londres, Pimlico, 2012, 352 p. (ISBN 978-1-844-13533-2, présentation en ligne)
- Sarath Amunugama, et Éric Meyer, « Remarques sur la violence dans l'idéologie bouddhique et la pratique sociale à Sri Lanka (Ceylan) », Études rurales « La violence », nos 95-96,‎ 1984, p. 47-62 (v. p. 52-54) (lire en ligne)
- Éric Meyer, La nature des contacts entre Sud-asiatiques et Européens avant l'ère coloniale : Robert Knox à Kandy et François Pyrard aux Maldives (conférence donnée à l'INALCO, Université Dauphine, le 3 mai 2000), Centre d'études et de recherches sri lankaises, Paris, 2000, 8 p.
- Jacques Tual, « Robert Knox captif du roi de Kandy 1659‑1680 : regard puritain sur un nouveau monde, Ceylan au XVIIe siècle », Carnets de recherches de l'océan Indien, vol. 2, no 1,‎ 2018, p. 99-110 (lire en ligne)
- (en) Harry Williams, With Robert Knox in Ceylon, Frederick Muller Limited, 1964, 143 p.